# Chavagnes-en-Paillers
Chavagnes-en-Paillers è un comune francese di 3 427 abitanti situato nel dipartimento della Vandea nella regione dei Paesi della Loira.
Louis-Marie Baudouin (1765-1835), al principio del XIX secolo, vi fondò le congregazioni dei Figli della Beata Vergine Immacolata di Francia (o Padri di Chavagnes) e delle Orsoline di Gesù (dette in origine Figlie del Verbo Incarnato di Chavagnes).

## Società

### Evoluzione demografica
Abitanti censiti